# Търпение
Търпението е способността да се издържи на трудни обстоятелства, като постоянство пред забавяне; толерантност към провокация, без да се реагира с досада или гняв; или търпение, когато е под напрежение, особено изправен пред дългосрочни затруднения. Търпението е нивото на издръжливост, което човек може да има преди негативността. То се използва и за обозначаване на непоколебимостта, като черта на характера. Антонимите включват прибързаност и буйност.

## Научни възгледи
През 2012 г. изследване сред десетки милиони души, които са гледали видеоклипове на Krishnan и Sitaraman в интернет, показва, че онлайн потребителите губят търпение за по-малко от две секунди, докато чакат стартирането на за избраното от тях видео. Проучването също показва, че потребителите, които са свързани към интернет при по-високи скорости са по-малко търпеливи в сравнение с тези, свързани с по-бавни скорости, което показва връзка между човешките очаквания и търпение. Тези и други научни изследвания на търпение карат много социални коментатори да заключат, че бързите темпове на технологията води до това хората да бъдат по-малко търпеливи.
В психологията и в когнитивната невронаука, търпение се изучава като избора на решаване на проблеми, които са с перспективата за никакво или малко възнаграждение в краткосрочен план, в сравнение с алтернативи с по-ценна възвръщаемост в дългосрочен план. Когато се дава възможност за избор, всички животни и хора са склонни да предпочитат краткосрочните възнаграждения над дългосрочните награди. Това е въпреки често по-големите ползи, свързани с дългосрочния избор.
През 2005 г. в проучване, включващо обикновени мармозетки и памукоглави тамарини са изправени пред самоконтрол парадигма – да избират между малка награда незабавно или да изчакат вариращ период от време за голяма награда. При тези условия, мармозетките чакат дълго за храна, за разлика от тамарините. Тази разлика не може да се обясни с историята на живот, социалното поведение или размера на мозъка. Обяснение са хранителните навици: мармозетките разчитат на дървесна дъвка, придобита от дървесни наранявания, от които потича хранителен продукт, докато тамарините се хранят с насекоми – хранителен продукт, което изисква импулсивни действия. Следователно хищничеството може да осигури селективна съпротива за развитието на самоконтрол.

## Религиозни възгледи

### Християнство
В християнската религия, търпение е една от най-ценните добродетели на живота. Увеличеното търпение се гледа като на работата на Светия Дух в християнина, който е приел дара на спасението. Търпение не е от традиционните библейски три богословски добродетели, нито от традиционните главни добродетели, но е част от плодовете на Светия Дух, според апостол Павел в своето послание към галатяните. Търпението е включено в по-късните форми на седемте добродетели.
В Библията, търпение е посочено в няколко секции. В книгата Притчи се отбелязва, че „чрез търпение управител може да бъде убедителен и лек език може да счупи кости“ (Притчи 25:14 – 16, NIV); Еклесиаст посочва, че „края на материята е по-добро от неговото начало, и търпение е по-добре, отколкото гордост“ (Еклисиаст 7:7 – 9, NIV); в първото послание към Солунците се заявява: „бъдете търпеливи с всичко. Внимавайте никой да не отвръща със зло на зло, а по-скоро винаги да търси това, което е добро за един друг и за всички.“ (1 Солунци 5: 14 – 15, NAB). В послание на Джеймс Библията призова християните да бъдат търпеливи, и „да видим как земеделецът очаква скъпоценния плод от земята,... докато не получи и ранните и късни дъждовете.“ (Яков 5:7 – 11, NAB). В Галатяни, търпениено е посочено като част от „плодът на Духа“: „Любов, радост, мир, дълго търпение, благост, милосърдие, вярност, кротост и самоконтрол. Против такива неща няма закон“. (Гал 5:21 – 23, NIV). В Тимотей, Библията казва, че „Исус може да покаже безгранично търпение като пример за онези, които ще повярват в Него и да получи вечен живот“ (1 Тимотей 1:15 – 17 NIV).

### Будизъм
В будизма търпението (на санскрит: kshanti; на пали: khanti) е едно от „усъвършенстванията“ (paramitas), които бодхисатва тренира и практикува за да реализира съвършено просветление (бодхи). Будистката концепция за търпение е различна от английската дефиниция на думата. В будизма търпението се отнася до невръщането на вреда, а не просто да издържането на трудна ситуация. Това е способността да контролираш емоциите си дори когато бъдеш критикуван или атакуван. В стих 184 на Дхаммапада се казва, че „трайното търпение е най-висшата аскетичност“.

## Философски възгледи
В „Човешко, твърде човешко“, философът Фридрих Ницше твърди, че „да си в състояние да чакаш е толкова трудно, че и най-големите поети не са презрели невъзможността да изчакат темата на тяхната поезия.“ Той отбелязва, че „страстта не чака“ и дава пример със случаи на дуели, в които „съветващите приятели трябва да определят дали участващите страни са в състояние да почакат още известно време. Ако те не могат, следва че дуелът е оправдан [защото]... да се чака повече би било продължение на страданието от ужасните изтезания на накърнената чест ...“.

## Нетърпение
Примери за нетърпението може да се открият в общи социални ситуации, като например:
- Трафик – например ползването на клаксони като реакция на кола непотегляща незабавно при зелена светлина или по време на задръстване, което е малко вероятно да отпуши пътя. Нетърпението може да бъде фактор, допринасящ за пътната ярост.
- Оплаквания или грубо поведение на чакащите за храна в ресторант
- Гняв в очакване на изчакване за телефонна услуга

Лари Уол, изобретателят на езика за програмиране Perl, обявява нетърпението като добродетел, която води програмистите да пишат програми, които служат на техните нужди.

## Галерия
Търпението се проявява в различни ситуации от хора и животни. Примери:
- Популярно изпитание на куче с колбас
- Котка търпи снеговалеж
- Паяк преде мрежата си
- Уличен артист от Испания имитира статуя
- Опашки за тоалетна
- Часовникар борави с миниатюрни детайли
- Момиче лови риба с въдица